# Joe Cannon
Joe Cannon (Sun Valley, Idaho; 1 de enero de 1975) es un exfutbolista y entrenador estadounidense. Es entrenador de porteros en el Monterey Bay Football Club desde 2023.

## Trayectoria
| Período   | Club                                     |
| --------- | ---------------------------------------- |
| 1993      | Universidad de California, Santa Bárbara |
| 1995-1997 | Santa Clara University                   |

| Período   | Club                | Partidos (goles) |
| --------- | ------------------- | ---------------- |
| 1998      | San Diego Flash     | 28 (0)           |
| 1998-2002 | Houston Dynamo      | 109 (0)          |
| 2003      | Racing Club de Lens | 0 (0)            |
| 2003-     | Colorado Rapids     | 72 (0)           |

| Período | Selección      | Partidos (goles) |
| ------- | -------------- | ---------------- |
| 2003-   | Estados Unidos | 2 (0)            |

- Datos: Q2554583
- Multimedia: Joe Cannon (soccer) / Q2554583